# 安德烈·阿尤
安德烈·摩根·拉米·阿尤（英語：André Morgan Rami Ayew；1989年12月17日—），是一名加纳足球运动员，司职前锋。現為勒阿弗尔球員。他是迦納國家足球隊隊員。

## 俱乐部职业生涯

### 早期生涯
阿尤开始自己的职业生涯于1860慕尼黑，这也是他的父亲曾效力过的俱乐部。在十岁时，阿尤就为Nania效力。在俱乐部青训营度过了四年后，他在14岁时升入一线队。尽管已经在一线队中，他仍然参加青年赛事，比如2004年的Altstetten U-19锦标赛，他被评选为该锦标赛上最出名的球员之一。阿尤在Nania效力了两个赛季的职业足球后，离开了这家俱乐部，返回法国为他父亲曾效力过的俱乐部马赛效力。阿尤以“学徒”（"trainee"）合同加入了这家俱乐部，在到达后，他被安排进入俱乐部的青训体系，并签下了为期三年的首份职业合同。他正式晋升为一线队，并被分配了29号球衣。

### 马赛

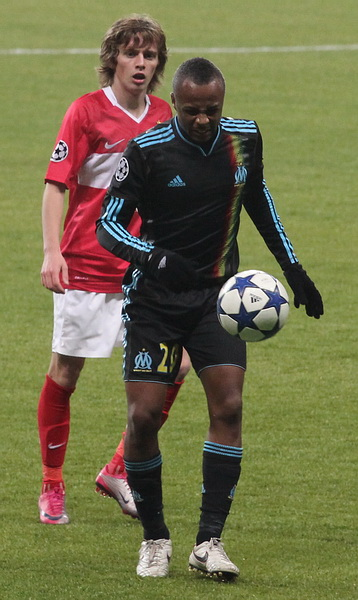
阿尤在2010–2011年欧洲冠军联赛中与马赛同场竞技

阿尤于2007年8月15日在一场对阵瓦朗谢讷的联赛比赛中首次代表马赛亮相，他在第89分钟替换姆巴米登场。马赛以2-1输掉了这场比赛。在11月6日，他在对阵葡萄牙冠军波尔图的欧洲冠军联赛比赛中首次亮相，代替勃杜安·岑登出任左边锋。阿尤在比赛中踢了77分钟，然后被换下场，马赛以2-1被击败。阿尤因在比赛中成功限制住波尔图的右后卫若泽·博辛瓦而受到媒体的赞扬。五天后，阿尤在对阵里昂的比赛中获得了自己的首次联赛首发机会，比赛在熱爾蘭球場进行。阿尤在球队中继续发挥，帮助马赛取得了2-1的胜利。阿约在那个赛季共出场13次，其中9次在联赛中，2次在杯赛中，在此外还有2次欧洲冠军联赛出场机会。阿尤与马赛的首个赛季引起了英超俱乐部阿森纳的注意，据报道，阿森纳为球员开出了600万欧元的报价。但是，马赛拒绝了这个报价。

#### 转会

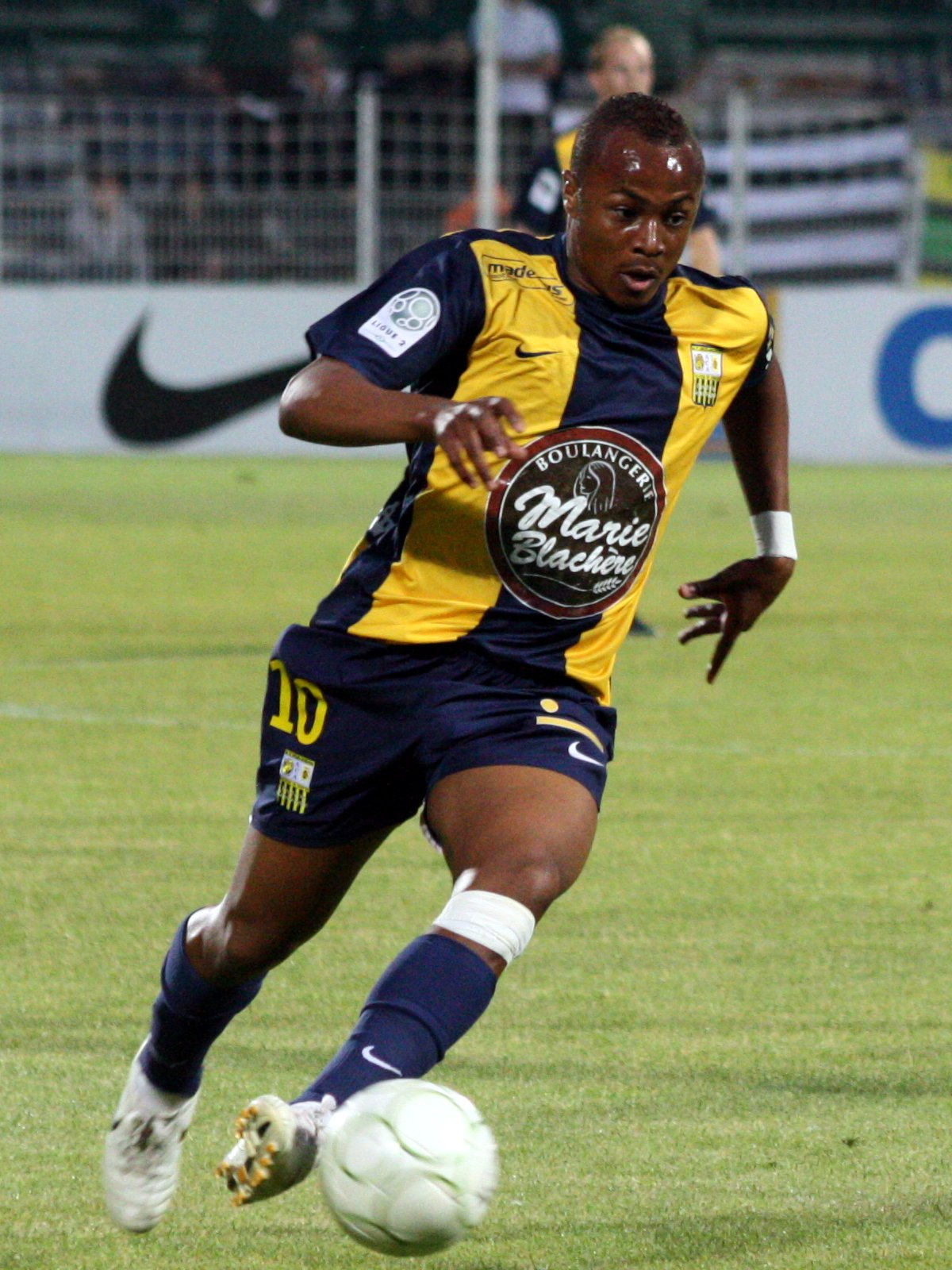
2009年，阿尤与阿尔祖-阿维尼翁队

在2008-2009赛季，阿尤换上了8号球衣，然而由于进攻球员本阿尔法，西尔万·维尔托德，巴卡里·科内和马马杜·萨马萨的到来，他被认为在这个赛季多余，并被租借到了同样在顶级联赛的洛里昂。在2008年8月16日，阿约被基斯頓·哥古夫教练用作球队进攻的重心之一，与法布里斯·阿布里尔，奇雲·甘美路和拉菲克·赛菲一同，并在对阵里昂的比赛中替补出场，比赛以0-0战平收场。2008年9月27日，他在对阵索肖的比赛中打入了他的职业生涯首个进球，为球队1-1战平。一个月后，在对圣埃蒂安的比赛中，他打入了他职业生涯的第二个进球，球队以4-1大胜。 尽管最初取得了成功，阿尤在整个联赛中只有替补出场的机会。他在联赛中出场22次，打进3球，于2009年6月30日回到了马赛。
两个月后，2009年8月31日，转会窗口的最后一天，新任主教练迪迪埃·德尚确认阿约将加盟新升级的法国足球乙级联赛球队阿尔祖-阿维尼翁，在2009-2010赛季租借至该队。阿尤获得了10号球衣并在右边锋位置上表现出色。他于2009年9月11日与球队首次亮相，在对昂热的比赛中替补出场，比赛以1-1战平收场。随后的一周，他在对图尔的比赛中为球队打入了他的首个进球，然而球队以2-4败北。他在球队的秋季比赛中表现出色，但由于2010非洲國家盃，他缺席了1月份的比赛。阿尤于2010年2月5日重返球队，并在剩余的赛季中的所有比赛中都首发出场。4月9日，在球队正在争夺晋级资格的战斗中，阿尤在对勒阿弗尔的比赛中打入了两球，帮助球队以2-1获胜。下一周，他再次进球，为球队1-1战平甘冈。5月14日，阿尔祖-阿维尼翁在以1-0击败克莱蒙的比赛中确保升级至法甲联赛。阿尤首发并完成了整场比赛。在阿尔祖-阿维尼翁完成的比赛中，阿尤共出场26次，打入4球。

## 家庭
- 父亲：阿贝迪·阿尤，常被称为阿贝迪·贝利，著名的足球运动员，曾经蝉联三届非洲足球先生。
- 叔叔：夸梅·阿尤，曾经在中国甲A球队沈阳金德和上海国际效力，并获得2004年联赛最佳射手。
- 弟弟：乔丹·阿尤，加纳国家队的队员，並参加了2010年南非世界杯和2014年巴西世界杯。

## 榮譽

### 球會
馬賽
- 法國聯賽盃冠軍: 2010–11, 2011–12[21]
- 法國超級盃冠軍: 2010, 2011[21]

艾薩德
- 卡塔爾星級足球聯賽冠軍: 2021–22
- 卡塔爾埃米爾盃冠軍: 2021

### 國家隊
加納U20
- 國際足協U-20世界盃冠軍: 2009[21]
- 非洲U-20國家盃冠軍: 2009[22]

加納國家隊
- 非洲國家盃亞軍: 2010, 2015;[21]季軍: 2008[23][24]

## 外部連結
- Soccerway資料庫：安德烈·阿尤